# Mouvement FIRE
Pour les articles homonymes, voir Fire.
Le mouvement FIRE, de l'acronyme anglais financial independence, retire early, ou en français « indépendance financière, retraite précoce » est un mouvement dont l'objectif est l'indépendance financière et la retraite anticipée. Le modèle est particulièrement populaire parmi les membres de la génération Y et gagne du terrain à travers les communautés en ligne via l'information partagée dans les blogs, les podcasts et les forums de discussion en ligne,,,,,.

## Description
Les représentants du mouvement FIRE en France sont adeptes du frugalisme, une façon plus juste et plus responsable de consommer, en accord avec les ressources de la planète et ses aspirations profondes. En Amérique du Nord, on en entend parler par des figures médiatiques comme Pierre-Yves McSween et Jean-Sébastien Pilotte. Ils mettent l'accent sur la liberté et la possibilité d'avoir le choix de travailler ou non une fois l'indépendance atteinte.
Ceux qui tentent d'atteindre ces objectifs augmentent intentionnellement leur épargne retraite via la simplicité volontaire ou essayent de diversifier leurs sources de revenu. L'objectif est d'économiser un montant à partir duquel les intérêts générés par les placements fournissent assez d'argent pour supporter les frais de la vie courante. Les promoteurs de ce mouvement suggèrent la règle des 4 % comme guide. Toutefois, cette règle est difficilement applicable de nos jours, a fortiori dans le cadre fiscal français. L'intention est de permettre un départ à la retraite longtemps avant l'âge de la retraite légal.